# 海班克敦 (印地安納州)
海班克敦（英語：Highbank Town）是位於美國印地安納州派克縣的一個非建制地區。該地的面積和人口皆未知。

## 地理
海班克敦所處的海拔為高於海平面135米（即443英呎），而該地所採用的時區為UTC-5，即北美東部時區（EST）。同時該地設有夏令時間，為UTC-5調快一小時，即UTC-4（EDT）。